# 馬西鎮區 (愛荷華州布恩縣)
馬西鎮區（英語：Marcy Township）是位於美國愛荷華州布恩縣的一個行政鎮區。

## 地方資料
根據2010年美國人口普查的數據，馬西鎮區的面積為108.95平方千米，當中陸地面積為108.37平方千米，而水域面積為0.58平方千米。當地共有人口1137人，而人口密度為每平方千米10.44人。